# Пешков, Никита Андреевич
Никита Андреевич Пешко́в (1810—1864) — русский артист балета, балетмейстер. Считается исполнителем-родоначальником пантомимного направления в русском балете. 

## Биография
Родился в 1810 году.
В 1826 году он окончил Московское императорское театральное училище и сразу был принят на амплуа первого характерного танцовщика и мимического актера в Московскую императорскую труппу, в которой начал выступать в 1821 году, ещё будучи учащимся. Московская императорская труппа давала и музыкальные, и драматические представления на сценах и Большого, и Малого театра. И артисты выходили на обе сцены и в музыкальных, и в драматических постановках. И Пешков — в первую очередь балетный артист — выступал и в водевилях, и в драмах.
Мастер пантомимного образа в балете, Пешков тяготел и к мимическим ролям драматического репертуара. В 1839 году он поставил в свой бенефис переводную комедию «Энгувильский немой», где роль Генриха исполнил М. С. Щепкин, а сам Пешков — роль немого Жоржа. 
Исполнял партии в балетах, поставленный Ф. Бернаделли, И. И. Вальберхом, С. Вигано, А. П. Глушковским, Ф. Гюллень-Сор, М. И. Петипа. В его репертуаре были роли героико-романтические (Рауль — «Рауль Синяя Борода»» Вальберха , дон Педро — «Леон и Тамаида», Пизарро — «Отелло, или Венецианский мавр» Бернаделли, князь Муруз  «Чёрная шаль, или Наказанная неверность» Глушковского, Визирь — «Сатанилла», поставленной Петипа для Москвы в 1849 году), комедийно-характерные (Людоед — «Мальчик с пальчик», Магомет — «Восстание в серале»). Выступал в мимических ролях в драматических спектаклях.
Как балетмейстер поставил танцы в первой московской постановке оперы «Иван Сусанин» М. Глинки; танцевал в мазурке партию старого поляка и в дивертисментах.
Итальянский балетмейстер Карло Блазис писал о нём:

Г-н Пешков исполняет роли благородных отцов. Это очень старательный и добросовестный мимик; он одинаково хорошо исполняет как серьезные, так и комические роли. Игра его очень выразительна и хорошо обрисовывает характер представляемого им лица. Исполнение роли у него всегда отчетливо: он не пренебрегает ничем, что может произвести сильное впечатление. Г-н Пешков очень умный артист и хорошо знаком со сценой.
Умер 12 (24) мая 1864 года. Был похоронен на Ваганьковском кладбище.